# Ваида-Камараш (Клуж)
Ваида-Камараш (рум. Vaida-Cămăraș) насеље је у Румунији у округу Клуж у општини Кајану. Oпштина се налази на надморској висини од 357 m.

## Становништво
Према подацима из 2002. године у насељу је живело 919 становника.

### Попис2002.
| Расподела становништва по националности 2002.‍ | Расподела становништва по националности 2002.‍ | Расподела становништва по националности 2002.‍ | Расподела становништва по националности 2002.‍ | Расподела становништва по националности 2002.‍ |
| --------------------------------------------- | --------------------------------------------- | --------------------------------------------- | --------------------------------------------- | --------------------------------------------- |
|                                               |                                               |                                               |                                               |                                               |
| Румуни                                        | Румуни                                        |                                               | 55                                            | 6,0%                                          |
| Мађари                                        | Мађари                                        |                                               | 834                                           | 90,8%                                         |
| Роми                                          | Роми                                          |                                               | 30                                            | 3,3%                                          |